# Silvio Duarte
Silvio Alejandro Duarte (Maipú, Provincia de Buenos Aires, 8 de junio de 1978) es un futbolista argentino que juega como defensor central. Su club actual es América de General Pirán, equipo que disputa el Torneo Federal B, cuarta división de Argentina.

## Trayectoria
Comenzó en las inferiores de Estudiantes de La Plata y llegó al banco de los suplentes pero nunca logró jugar y por eso en el año 2000 debuta en Cambaceres para disputar 22 partidos y lograr un gol. También paso por Defensa y Justicia, Godoy Cruz, Almagro, de vuelta por Godoy Cruz, Aldosivi, otra vez por Defensa y Justicia, respectivamente, para luego desembocar en Platense por 2 temporadas y al finalizar su contrato pasar a Villa San Carlos. Hizo un paso por el Club Social y Atlético Guillermo Brown y por Deportivo Maipú, ambos equipos del Torneo Argentino A y actualmente juega en el Torneo Federal B con el club América de la ciudad de General Pirán.

## Clubes
| Club                     | País      | Año           |
| ------------------------ | --------- | ------------- |
| Defensores de Cambaceres | Argentina | 2000 - 2001   |
| Defensa y Justicia       | Argentina | 2001 - 2002   |
| Godoy Cruz               | Argentina | 2002 - 2004   |
| Almagro                  | Argentina | 2005          |
| Godoy Cruz               | Argentina | 2005 - 2006   |
| Aldosivi                 | Argentina | 2007 - 2008   |
| Defensa y Justicia       | Argentina | 2008 - 2009   |
| Platense                 | Argentina | 2009 - 2011   |
| Villa San Carlos         | Argentina | 2011-2012     |
| Guillermo Brown          | Argentina | 2012-2013     |
| Deportivo Maipú          | Argentina | 2013-2014     |
| América                  | Argentina | 2014-presente |

## Palmarés
| Título             | Club       | País      | Año       |
| ------------------ | ---------- | --------- | --------- |
| Primera B Nacional | Godoy Cruz | Argentina | 2005-2006 |